# 月座景天
月座景天（学名：Sedum semilunatum）为景天科景天属的植物，是中国的特有植物。分布在中国大陆的云南等地，目前尚未由人工引种栽培。